# 에담

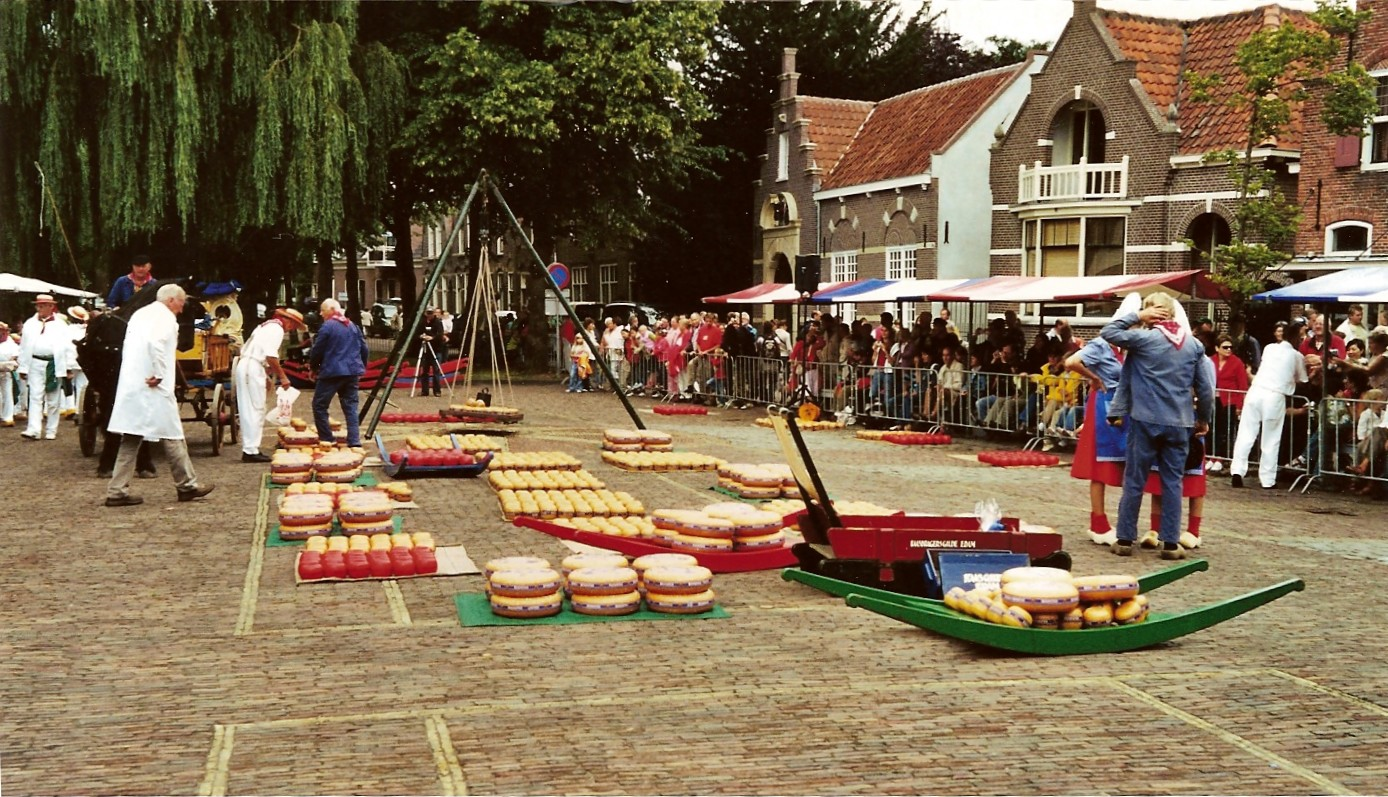
에담의 치즈 시장

에담(네덜란드어: Edam)은 네덜란드 노르트홀란트주의 도시로 인구는 7,380명이다. 에담폴렌담을 형성하는 도시 가운데 하나이며 에담 치즈로 유명한 도시이다.